# 安焘
安焘（1034年—1108年），字厚卿，开封府（今河南省开封市）人，北宋时期政治家，宋哲宗时任门下侍郎。

## 简介
安焘年轻时警悟，宋仁宗嘉祐四年登进士。调任蔡州（今河南省汝南县）观察推官。至太常寺、主管大名府路（治今河北省大名县东）机宜文字。欧阳修荐他为秘阁校理、判吏部南曹，荆湖北路（治今湖北省荆州市）转运判官、提点刑狱兼常平、农田水利、差役事。当时王安石变法，安焘平心奉法，列举新法的弊端上奏。擢升修起居注，出使高丽王朝之后，历任左谏议大夫、兼直学士院、知审刑院。元丰六年（1083年），官至同知枢密院事。元祐二年（1086年），进知枢密院事，丁忧起复，出知郑州、颍昌府。绍圣元年（1094年），拜为门下侍郎。因与宰相章惇不合，出知郑州、大名府。元符三年（1100年），宋徽宗即位，再知枢密院，次年罢职。崇宁初年，朝廷论其议弃湟州之罪，降到建昌军安置。后复官为通议大夫，回到洛阳，大观二年（1108年），安焘卒。政和三年（1113年）追复官职。

## 名言
- “为国者不可好用兵，亦不可畏用兵。好则疲民，畏则遗患。”[2]

## 家庭
子安扶。

## 延伸阅读
[在维基数据编辑]
 《宋史·卷328》，出自脱脱《宋史》